# حزب الخمير الحمر

علم الحزب الشيوعي الكمبودي

علم كمبوديا الديموقراطية

الخمير الحمر (بالخميرية: ខ្មែរក្រហម خمير كراهام) كان الحزب السياسي الحاكم في كمبوديا - والتي سميت وقتها كمبوتشيا الديمقراطية - منذ عام 1975 إلى عام 1979. وهو عبارة عن حلف لمجموعة أحزاب شيوعية في كمبوديا تطورت لاحقا لتشكل الحزب الشيوعي لكمبوتشيا أو اختصارا (PCK) ولاحقا حزب كمبوتشيا الديمقراطية. عُرفت أيضا باسم منظمة حزب الخمير الشيوعي أو الجيش الوطني لكمبوتشيا الديمقراطية.
تُعتبر منظمة الخمير الحمر المسؤولة عن موت 1.5 مليون شخص (أحيانا يقدرون بين 850,000 إلى 3 مليون) في ظل نظامهم، عن طريق الإعدام، و التعذيب والأعمال الشاقة . حاول زعيمهم بول بوت تطبيق نوع راديكالي متشدد من الشيوعية الزراعية حيث يجبر كامل المجتمع على نوع من الهندسة الاجتماعية تجبرهم على العمل في مجتمعات زراعية أو في أعمال شاقة، ومعنى كلمة الخمير في اللغة الكمبودية الفلاح حيث كانوا يقدسون الأعمال الزراعية ويعتبرون الفلاح مهما في اقتصاد البلد وأفضل من غيره.

## النهاية
بحلول كانون الأول / ديسمبر 1978، بسبب عدة سنوات من الصراع على الحدود وتدفق اللاجئين الفارين من كمبوديا، انهارت العلاقات بين كمبوديا وفيتنام. وبسبب خشية بول بوت من هجوم القوات الفيتنامية على بلاده، أمر بهجوم وقائي وغزو فيتنام. فقامت القوات الكمبودية بعبور الحدود، ونهب القرى المجاورة. على الرغم من المساعدات الصينية، تم صد هذه القوات الكمبودية بواسطة القوات الفيتنامية التي غزت كمبوديا لاحقاً، واستولت على مدينة بنوم بنه في 7 كانون الثاني / يناير، 1979. وأقامت حكومة عميلة لها في البلاد.
وفي الوقت نفسه، تراجعت قوات الخمير الحمر إلى غرب البلاد، وقامت بالسيطرة على المناطق القريبة من الحدود التايلندية للعقد القادم. وتلقت دعماً عسكرياً بشكل غير رسمي على يد عناصر من الجيش التايلاندي، وكان يموّلها تهريب الماس والأخشاب. وبالرغم من الغزو احتفظت حكومة الخمير الحمر المخلوعة بمقعد كمبوديا في الأمم المتحدة، التي كانت يمثلها فيها أحد قيادت الخمير الحمر وصديق قديم لبول بوت وأبقي على مقعد تحت اسم 'كمبوتشيا الديمقراطية' حتى عام 1982، وبعد ذلك 'حكومة كمبوتشيا الديمقراطية الائتلافية' حتى عام 1993.
انتصار فيتنام، والتي يدعمها الاتحاد السوفياتي، كان له آثار هامة بالنسبة للمنطقة؛ فقامت حكومة جمهورية الصين الشعبية بشن هجوم عقابي على فيتنام الشمالية، ولكنها سرعان ما تراجعت بعد إعلانها النصر، وخلال الثمانينات، قدمت الولايات المتحدة الدعم العسكري والإنساني للقوات الكمبودية المتمردة مثل المجموعات الملكية والجمهورية ولكن الخمير الحمر، بقيادة بول بوت كانت لا تزال أقوى الفصائل المتمردة الثلاث، وتتلقى مساعدات عسكرية واسعة من الصين ومن الاستخبارات العسكرية التايلاندية، وبحلول عام 1980 كانت المناطق الشرقية والوسطى من كمبوديا تحت سيطرة فيتنام والمتمردة من كمبوديا، في حين أن الجزء الغربي من البلاد كان لا يزال يشكل الساحة الرئيسة للمعارك طوال الثمانينات، وتم زرع الملايين من الألغام الأرضية في مناطق الريف. ورغم أن بول بوت تخلى عن قيادة الخمير الحمر إلى خيو سامبان في عام 1985، ظل هو القوة الدافعة للخمير الحمر المتمرد، وبعد عقد من الصراع غير الحاسم، قامت جميع الفصائل السياسية الكمبودية بتوقيع معاهدة سلام في عام 1991، تدعو إلى نزع السلاح وإجراء انتخابات عامة في عام 1992، بيد أن الخمير الحمر استأنفوا القتال، ورفضوا نتائج الانتخابات. ولقد كان هناك هروب جماعي في عام 1996، فقد هرب حوالي نصف الجنود (حوالي 4000). وفي عام 1997 أدّى القتال إلى محاكمة بول بوت والسجن على يد جماعة الخمير الحمر. ولقد توفي بول بوت في نيسان / أبريل 1998. أما خيو سامبان فقد استسلم في كانون الأول / ديسمبر. وفي 29 ديسمبر 1998 اعتذر بقية زعماء الخمير الحمر عن المآسي التي ارتكبوها في فترة السبعينات والإبادة الجماعية. وبحلول عام 1999، فإن معظم الأعضاء في المنظمة قد استسلموا أو أُسروا. وفي كانون الأول / ديسمبر 1999، استسلم تاموك وبقية القادة، وانتهى وجود الخمير الحمر.

## وصلات خارجية

### عامة
- From Sideshow to Genocide - A history of the rise and fall of the Khmer Rouge, including survivor stories.
- The Khmer Rouge Canon 1975-1979: The Standard Total Academic View on Cambodia
- The Killing Field - Kevin Sites
- Khmer Rouge Trial Web Portal
- The Khmer Rouge Trial Task Force
- Extraordinary Chambers in the Courts of Cambodia (ECCC)
- The Office of the High Commissioner for Human Rights in Cambodia
- Selected Documents of the Khmer Rouge

### الإبادة
- Yale University: Cambodian Genocide Program
- "The Demography of Genocide: Cambodia and East Timor" (Critical Asian Studies, 35:4, 2003) [in.pdf format]
- Digital Archive of Cambodian Holocaust Survivors
- PBS Frontline/World: Pol Pot's Shadow
- Calculations for Cambodian genocide figures
- Cambodia Tales: Khmer Rouge torture and killing paintings
- "Privatizing a Mass Grave in Cambodia"
- A Day in the Killing Fields - 1997 travel essay by Andy Carvin
- Khmer Rouge Tribunal Updates from غريغوري ستانتن
- The Cambodian Genocide Project
- Genocide of Cham Muslims